# 亞洲衛星電視
亞洲衛星電視，簡稱亞洲衛視、亞衛，為台灣有線電視與衛星電視頻道業者，1989年10月18日成立。

## 歷史
1989年10月18日，華人衛星電視傳播機構創辦人王志隆成立「亞洲衛星電視股份有限公司」。
1994年3月17日，亞洲衛星電視依《有線電視法》向行政院新聞局申請登記，獲准。
1995年，寰宇新聞台開播。
1996年，寰宇新聞二台開播。
2003年7月，亞洲旅遊台開播。
2022年4月，傳聞甲山林廣告董事長祝文宇投資鏡電視以後有意退股、轉為收購亞洲衛星電視，收購總金額約新台幣10億元以內，同時延攬前台灣大哥大總經理范瑞穎接任亞洲衛星電視董事長。同月3日，祝文宇證實，鏡電視申請設立爭議不斷，鏡電視新聞台遲遲無法上架有線電視播放，他已打算從鏡電視退股；現在是「誰要買，我就賣」鏡電視股權，並改為投資亞洲衛星電視。祝文宇表示，他擬透過禾豐傳媒收購亞洲衛星電視，主要考量讓甲山林廣告旗下建案未來廣告投放更便利，加上金額「相對便宜」，才會出手。
2022年5月，亞洲衛星電視向國家通訊傳播委員會（NCC）申請董監事變更。
2022年6月30日，祝文宇首度證實，透過禾豐傳媒正式收購亞洲衛星電視，交易案NCC審查中；他希望順利買下亞洲衛星電視，節目內容會以房地產訊息、城市發展、居家空間、裝潢等為主。
2022年11月30日，NCC匿名官員表示，依據《衛星廣播電視法》規定，NCC不會審查電視頻道的股權交易，主要是審理董監事變更案；此案不涉及外資資金進出，因此也不涉及經濟部投資審議委員會。

## 旗下電視頻道
- 現有頻道
  - 寰宇新聞台
  - 寰宇新聞台灣台
  - 寰宇財經台
  - 寰宇綜合台
  - 亞洲旅遊台
  - 美食星球頻道
  - 亞洲綜合台
  - Medici-Arts梅迪奇藝術頻道

## 外部連結
- 亞洲衛星電視 （页面存档备份，存于）
- 寰宇新聞台 - 中華電信 MOD 網站 （页面存档备份，存于）
- 寰宇新聞台灣台 - 中華電信 MOD 網站 （页面存档备份，存于）
- 寰宇財經台 - 中華電信 MOD 網站 （页面存档备份，存于）
- 寰宇綜合台 - 中華電信 MOD 網站 （页面存档备份，存于）
- 亞洲旅遊台 - 中華電信 MOD 網站 （页面存档备份，存于）
- 美食星球頻道 - 中華電信 MOD 網站 （页面存档备份，存于）
- 亞洲綜合台 - 中華電信 MOD 網站 （页面存档备份，存于）
- Medici-Arts梅迪奇藝術頻道 - 中華電信 MOD 網站 （页面存档备份，存于）